# Det tänds ett ljus
Det tänds ett ljus är en psalm med text skriven 1978 av Arne H. Lindgren och musiken är skriven av Roland Forsberg år 1978.

## Publicerad i
- 1986 års psalmbok som nr 208 under rubriken "Stillhet - meditation".
- Finlandssvenska psalmboken som nr 405.